# Supercoppa di Tunisia
La Supercoppa di Tunisia è una competizione calcistica tunisina che si è giocata in passato fra il vincitore del campionato e quello della coppa nazionale.

## Albo d'oro

### Edizioni non ufficiali
| Stagione | Vincitore       | Punteggio     | Finalista            |
| -------- | --------------- | ------------- | -------------------- |
| 1960     | Espérance       | 2-1           | Stade Tunisien       |
| 1961     | non disputata   | non disputata | non disputata        |
| 1962     | non disputata   | non disputata | non disputata        |
| 1963     | non disputata   | non disputata | non disputata        |
| 1964     | non disputata   | non disputata | non disputata        |
| 1965     | non disputata   | non disputata | non disputata        |
| 1966     | Stade Tunisien  | 2-0           | Étoile du Sahel      |
| 1967     | non disputata   | non disputata | non disputata        |
| 1968     | Club Africain   | 3-1           | Sfax Railways Sports |
| 1969     | non disputata   | non disputata | non disputata        |
| 1970     | Club Africain   | 1-0           | Espérance            |
| 1971     | non disputata   | non disputata | non disputata        |
| 1972     | non disputata   | non disputata | non disputata        |
| 1973     | Étoile du Sahel | 5-2           | Club Africain        |
| 1974     | non disputata   | non disputata | non disputata        |
| 1975     | non disputata   | non disputata | non disputata        |
| 1976     | non disputata   | non disputata | non disputata        |
| 1977     | non disputata   | non disputata | non disputata        |
| 1978     | non disputata   | non disputata | non disputata        |
| 1979     | Club Africain   | 1-0           | Espérance            |
| 1980     | non disputata   | non disputata | non disputata        |
| 1981     | non disputata   | non disputata | non disputata        |
| 1982     | non disputata   | non disputata | non disputata        |
| 1983     | non disputata   | non disputata | non disputata        |
| 1984     | Bizertin        | 1-0           | La Marsa             |
| 1985     | Hammam Lif      | 1-0           | Espérance            |
| 1986     | Étoile du Sahel | 1-1 (5-4 dtr) | Espérance            |
| 1987     | Étoile du Sahel | 0-0 (7-6 dtr) | Bizertin             |

### Edizioni ufficiali
| Stagione | Vincitore         | Punteggio     | Finalista                |
| -------- | ----------------- | ------------- | ------------------------ |
| 1993     | Espérance         | 2-0           | La Marsa                 |
| 1994     | non disputata     | non disputata | non disputata            |
| 1995     | Olympique de Béja | 1-1 (5-4 dtr) | Sfaxien                  |
| 1996     | non disputata     | non disputata | non disputata            |
| 1997     | non disputata     | non disputata | non disputata            |
| 1998     | non disputata     | non disputata | non disputata            |
| 1999     | non disputata     | non disputata | non disputata            |
| 2000     | non disputata     | non disputata | non disputata            |
| 2001     | Espérance         | 3-1           | Hammam Lif               |
| 2002     | non disputata     | non disputata | non disputata            |
| 2003     | non disputata     | non disputata | non disputata            |
| 2004     | non disputata     | non disputata | non disputata            |
| 2005     | non disputata     | non disputata | non disputata            |
| 2006     | non disputata     | non disputata | non disputata            |
| 2007     | non disputata     | non disputata | non disputata            |
| 2008     | non disputata     | non disputata | non disputata            |
| 2009     | non disputata     | non disputata | non disputata            |
| 2010     | non disputata     | non disputata | non disputata            |
| 2011     | non disputata     | non disputata | non disputata            |
| 2012     | non disputata     | non disputata | non disputata            |
| 2013     | non disputata     | non disputata | non disputata            |
| 2014     | non disputata     | non disputata | non disputata            |
| 2015     | non disputata     | non disputata | non disputata            |
| 2016     | non disputata     | non disputata | non disputata            |
| 2017     | non disputata     | non disputata | non disputata            |
| 2018     | Espérance         | 2-1           | Bizertin                 |
| 2019     | Espérance         | 0-0 (5-4 dtr) | Sfaxien                  |
| 2020     | US Monastir       | 1-1 (5-3 dtr) | Espérance                |
| 2021     | Espérance         | 1-0           | Sfaxien                  |
| 2022     | Espérance         |               | Sfaxien                  |
| 2023     | Olympique Béja    | 2-0           | Étoile Sportive du Sahel |

## Vittorie per squadra
| Club                        | Vittorie | Finali | Anni vincenti                      |
| --------------------------- | -------- | ------ | ---------------------------------- |
| Espérance Sportive de Tunis | 6        | 4      | 1960, 1993, 2001, 2019, 2020, 2021 |
| Club Africain               | 3        | 1      | 1968, 1970, 1979                   |
| Étoile Sportive du Sahel    | 3        | 1      | 1973, 1986, 1987                   |
| Olympique Béja              | 2        | 0      | 1995,2023                          |
| Club Athlétique Bizertin    | 1        | 2      | 1984                               |
| Stade Tunisien              | 1        | 1      | 1966                               |
| Club Sportif de Hammam-Lif  | 1        | 1      | 1985                               |
| US Monastir                 | 1        | 0      | 2020                               |